# Новозеландская монархия
Новозеландская монархия (также «правление Британской короны в Новой Зеландии») — конституционное устройство Новой Зеландии, в котором наследный монарх является сувереном и главой страны, являясь ядром вестминстерской парламентской демократии. Формально король является главой исполнительной, законодательной и судебной ветвей власти.
Для принятия законов, издания правительственных декретов и выдачи жалованных грамот требуются формальные королевская санкция и собственноручная подпись монарха. При этом прямое участие монарха в данных сферах ограничено в пользу выборного парламента, правительства, министров короны, судей и мировых судей.
С 8 сентября 2022 года монархом Новой Зеландии и 14 других стран является Карл III. Король, его супруга и другие члены королевской семьи выполняют различные публичные и частные задачи в само́й стране и за её пределами, хотя только король имеет должностные обязанности по конституции. Из-за того, что король проживает в Великобритании, большинство его конституционных и церемониальных обязанностей выполняет генерал-губернатор.

## Общие сведения
Новая Зеландия — одна из 15 монархий в составе 54 государств Содружества наций. Появление отдельной новозеландской монархии было вызвано эволюцией новозеландского национализма после Первой мировой войны, окончившейся принятием Вестминстерского статута в 1947 году; с тех пор монархия Новой Зеландии и Великобритании имеет как общие, так и отличающиеся элементы, а роль суверена в качестве монарха Новой Зеландии отличается от её роли в качестве монарха Великобритании. Таким образом, монархия Новой Зеландии отдельна от британской.
Закон о конституции Новой Зеландии 1986 года прервал возможность управлять Новой Зеландией правительствам стран Содружества, то есть, монарх может принимать советы только от министров короны. Королевская власть в Новой Зеландии исходит от монарха и генерал-губернатора; по законам страны функции монарха и генерал-губернатора полностью взаимозаменяемы, упоминание одного из них автоматически относится и ко второму.
Официальный день рождения короля — государственный праздник в Новой Зеландии, а Боже, храни Короля — национальный гимн (вместе с Боже, храни Новую Зеландию).

### Экономическая сторона
Расходы короля при выполнении своих обязанностей в Новой Зеландии или в качестве короля Новой Зеландии за границей оплачиваются из бюджета. На личные нужды ни самому королю, ни членам его семьи денег не выделяется. Утверждается, что ежегодно монархия обходится новозеландским налогоплательщикам примерно в доллар на человека, то есть, 4,3 млн новозеландских доллара в год. Анализ, проведённый в 2010 году New Zealand Republic, содержит другие оценки: 7,6 млн на текущие расходы и 11 млн на оснащение резиденции, всего 18,6 млн. Данные цифры оспариваются некоммерческой организацией «Monarchy New Zealand».

### Престолонаследие
Престол наследуется когнатически, согласно Акту об устроении (1701) и Биллю о правах (1689), наследник не может быть приёмным ребёнком, католиком либо состоять в браке с католиком; и обязан быть прямым потомком Софии Ганноверской англиканского вероисповедания. После принятия Вестминстерского статута и Акта о применимости законов эти условия находятся в полной компетенции новозеландского парламента. Новая Зеландия и другие страны Содружества согласились не изменять правила престолонаследия без согласия остальных. Таким образом, порядок престолонаследия в Новой Зеландии идентичен британскому. Джон Ки выразил поддержку перехода от когнатической к абсолютной примогенитуре и уничтожению запрета на католическое вероисповедание. В 2013 году парламент Новой Зеландии принял Акт о престолонаследии, ликвидирующий предпочтение наследникам мужского пола, родившимся после полудня 29 октября 2011 года. В Акте о конституции 1986 года указано, что в случае появления на британском престоле регента, он станет исполнять обязанности монарха и в Новой Зеландии.
В случае кончины или сложения полномочий суверена первый наследник сразу же становится следующим монархом, отсюда фраза «Король умер, да здравствует король!». По традиции имя нового монарха объявляет генерал-губернатор. Обычно проводится коронация; если предыдущий монарх умер, то коронация отодвигается для проведения траура. Коронация необязательна, к примеру, Эдуард VIII не был коронован. Никаких изменений в законодательстве при смене монарха не происходит, а все отсылки к нему, вне зависимости от рода (Её или Его Величество, Король, Королева) означают суверена Новой Зеландии. После начала правления монарх обычно остаётся на троне до смерти; единственный контрпример — случай Эдуарда VIII, который отрёкся от престола после санкции (разрешения) новозеландского парламента.

### Титул
Одним из примеров последствий послевоенного отделения новозеландской монархии от британской является изменения титула монарха по закону 1953 года. С тех пор титул монарха Новой Зеландии отдельно упоминает его роль как «Короля Новой Зеландии», а также других стран Содружества.
Несмотря на то, что официальный титул короля Новой Зеландии включает словосочетание «Защитник Веры», ни она, ни генерал-губернатор не имеют религиозной власти в стране, в отличие от Великобритании, где король является главой Англиканской церкви.

## Представительство
Суверен считается персонификацией и правосубъектом государства Новой Зеландии, в частности, при рассмотрении дела против государства в суде ответчиком формально является «Его Величество правящий Король Новой Зеландии». Таким образом, монарх выступает нанимателем всех государственных чиновников, включая судей, полицейских, военнослужащих и владельцев всех земель Короны, зданий и прочей собственности, государственных компаний и авторского права на все государственные публикации. При этом лично суверену всё это не принадлежит и не может быть продано по личному желанию монарха без согласования с министрами.
Будучи олицетворением государства, монарх фигурирует в присяге на верность государству и присяге на гражданство, которые требуется произносить многим работающим на Корону, а также при получении гражданства страны. Король, в свою очередь, в коронационной клятве обещает править народом Новой Зеландии в соответствии с местными законами и традициями.

## Конституционная роль
Конституция Новой Зеландии содержит положения и соглашения, имеющие либо местное, либо британское происхождение, в совокупности описывающие Новую Зеландию как парламентскую демократию, где король играет и юридическую, и практическую роль. Корона считается корпорацией, главой которой является суверен, а власть, разделённая на множество институтов, действует на основании авторитета монарха. Власть Короны совокупно называется королевской прерогативой.

### Исполнительная власть
Правительство Новой Зеландии по конституции состоит из короля, действующего в соответствии с рекомендациями Исполнительного совета. Одна из основных задач Короны — удостовериться в том, что демократически избранное правительство действует, назначив премьер-министра главой Кабинета. Кабинет — это орган Исполнительного совета, дающий монарху рекомендации по использованию королевской прерогативы и юридически обязанный уведомлять генерал-губернатора о государственной повестке.
Так как монарх царствует, но не правит, рекомендации министров обычно обязательны к исполнению королём. Тем не менее, королевская прерогатива принадлежит лично ей, но не министрам, в связи с чем король и генерал-губернатор могут использовать её в исключительных случаях конституционных кризисов, гарантируя соблюдение конституции правительством. Кроме того, несколько обязанностей требуют личных действий монарха; среди них королевская санкция и собственноручная подпись монарха на законах и указах о присвоении государственных наград, а также документы о назначении генерал-губернатора.

#### Внешняя политика
Королевская прерогатива распространяется и на международные отношения: суверен или генерал-губернатор ратифицирует международные договоры, соглашения и альянсы. Генерал-губернатор уполномочивает верховных комиссаров, послов и принимает дипломатов из-за рубежа. В 2005 году текст верительных грамот был изменён: вместо формального письма главы одного государства главе другого, оно теперь содержит имя текущего генерал-губернатора. Паспорт гражданина Новой Зеландии является собственностью короля, а его выдача — часть королевской прерогативы.

### Парламент
Суверен является одним из двух компонентов парламента Новой Зеландии вместе с Палатой представителей. Ни монарх, ни генерал-губернатор не участвуют в законодательном процессе и лишь дают королевскую санкцию. Корона ответственна за созыв, роспуск и прерывание работы Палаты представителей; после роспуска генерал-губернатор обычно издаёт приказ о проведении выборов. Сессию парламента открывает тронная речь монарха или генерал-губернатора, так как ни тот, ни другой не могут находиться в Палате представителей, эта церемония (как и королевская санкция) проходит в Законодательном собрании. Монарх формально открывал сессию парламента пять раз: в 1954, 1963, 1970, 1986 и в 1990. Несмотря на запрет королю появляться в Палате представителей, члены парламента обязаны выразить лояльность монарху при произнесении присяги, без которой им не разрешается занимать своё кресло. Официальная оппозиция обычно носит название «Лояльная оппозиция её величества».

### Суды
Суверен несёт ответственность за вершение правосудия, из-за чего традиционно именуется «Защитницей Правосудия». Несмотря на это, лично решать исход судебных исков она не может; от её имени этим занимаются судьи. Король обладает иммунитетом от судебного преследования в собственных судах, против него лично нельзя подать иск. Кроме того, он и генерал-губернатор имеют право помилования и могут прощать преступления против Короны до, после и во время суда.
В каждом зале суда обязательно должен быть вывешен Герб Её Величества.

### Корона и Вооружённые силы Новой Зеландии
Монарх является главой вооружённых сил страны, генерал-губернатор — верховным главнокомандующим; он может мобилизовывать войска (армию, флот и ВВС). Положение монарха как главы вооружённых сил отражено в названиях кораблей (каждое начинается с «Her Majesty’s New Zealand Ship») и в обязательстве всем военнослужащим присягнуть на верность королю и его потомкам. Генерал-губернатор присваивает звания офицерам.
Хотя монарх и члены его семьи являются почётными командирами различных родов войск, данные посты имеют лишь церемониальное значение: члены королевской семьи проводят осмотр войск и присутствуют на праздновании годовщин ключевых событий; монарха на церемониях может заменять генерал-губернатор. К примеру, память погибших в Третьей битве при Ипре в Бельгии в 2007 году почтил Ананд Сатьянанд.

### Корона и маори
Взаимодействие монарха и маори началось в 1832 году с назначения королём Вильгельмом IV Джеймса Басби резидентом Новой Зеландии с целью провести переговоры с маори, жившими в Бей-оф-айлендс, о распространении европейских поселений. 28 октября 1835 года Басби провёл традиционное собрание 36 вождей в Вайтанги, где они выбрали флаг страны и подписали декларацию независимости; и то, и другое получили одобрение короля.
После ратификации декларации независимости Палатой общин в 1836 году колониальная администрация постановила, что для установления власти Короны над Новой Зеландией требуется подписание соглашения о сецессии. Таким соглашением стал Договор Вайтанги, подписанный в 1840 представителями британской Короны и более 500 вождями маори. С его подписания отсчитывается история новозеландского народа. Договор передаёт право на правление Короне.
С момента подписания договора маори много раз отправляли суверену петиции, начиная с 1852 года. Все эти обращения были перенаправлены новозеландским министрам, чтобы те определили их дальнейшую судьбу. Результаты рассмотрения петиций зачастую не устраивали маори, они многократно выражали своё недовольство королю. В ответ на запрещение прямого контакта партии Мана-мотухаке с Елизаветой второй активист Дун Михака продемонстрировал свои ягодицы в знак презрения принцессе Диане и принцу Чарльзу. Спустя некоторое время Михака попытался врезаться в кортеж королевы на микроавтобусе с изображением голых ягодиц, но был остановлен полицией.
В языке маори королеву иногда называют «Те котуку-реренга-тахи» (маори Te kōtuku-rerenga-tahi), что означает «Большая белая цапля единственного полёта»; согласно маорийской пословице, большая белая цапля — редкая птица, встречающаяся раз в жизни. Во время коронации Елизаветы II в 1953 году ей был вручён традиционный головной убор «коровай» из перьев птицы киви, в котором она посетила церемонию приветствия пофири (маори pōwhiri).

### Острова Кука, Ниуэ и прочие территории
Суверен Новой Зеландии также является монархом Островов Кука и Ниуэ, являющихся ассоциированными государствами в составе Королевства Новой Зеландии.
Генерал-губернатор Новой Зеландии не является представителем короля на Островах Кука, но представляет короля в Ниуэ.

## Культурная роль

### Присутствие и обязанности
Члены королевской семьи посещали Новую Зеландию с конца XIX века, обычно целями визита были участие в военных манёврах и церемониях, к примеру, годовщинах и культурных мероприятиях. Официально монарх обязан представлять Новую Зеландию внутри страны и за её пределами. Обычно государственные визиты осуществляет генерал-губернатор. Вопрос об участии короля в том или ином мероприятии решает Кабинет.
С 1869 года, когда принц Альфред, сын королевы Виктории впервые из королевской семьи прибыл в Новую Зеландию, монаршья семья посетила эту страну более 50 раз (хотя из этих посещений всего пять произошли до 1953 года). После Альфреда в Новую Зеландию приезжали:
- 1901 — герцог Йоркский и принцесса Текская (позже коронованные как Георг V и Мария);
- 1920 — принц Уэльский (коронованный как Эдуард VIII);
- 1927 — герцог и герцогиня Йоркские (Георг VI и Елизавета);
- 1934 — Генри, герцог Глостерский.

Королева Елизавета II в 1953 году стала первой из царствующих монархов, совершивших путешествие по Новой Зеландии. Королевское рождественское послание она записала в бывшей оклендской резиденции. После этого она сделала множество визитов в страну, в частности на свой золотой юбилей.

## Возможный отказ от монархии
Новозеландский республиканизм слабее австралийского. Сторонники монархии считают, что такая форма правления позволяет унаследовать многовековое конституционное правительство и устанавливает «связь со славным прошлым».
Ни одна из двух крупнейших партий (Национальная и Лейбористская) не стремится к отказу от монархии, хотя некоторые члены парламента публично высказывались в поддержку республиканства. Заместитель премьер-министра Майкл Каллен в 2004 году заявил, что является «образцовым монархистом». В 2010 году он отказался от своих слов, сменив точку зрения на предпочтение республиканской формы правления после окончания царствования Елизаветы II. Премьер-министр Джон Ки считает, что уход от монархии неизбежен.
Существуют две некоммерческие организации, представляющие обе стороны конфликта: «Monarchy New Zealand» и «New Zealand Republic».
При отказе от монархии потребуется разрешение нескольких юридических проблем, сложность этого оценивается сторонниками обеих точек зрения по-разному. Основные из них — передача полномочий короля, отношения с другими членами Содружества, а также отношения Короны и маори, а именно статус Договора Вайтанги. Несколько учёных высказали опасения в том, что республиканское правительство может уклониться от выполнения обязанностей по Договору, а другие полагают, что смена типа правления не может к этому привести.
Народ Новой Зеландии в основном относится к монархии положительно (50—70 % респондентов). Опросы показывают, что монархия не играет в жизни новозеландцев почти никакой роли: на вопрос «какую роль играет монархия в вашей жизни?» 58 % ответили «совсем небольшую или вообще никакой». Согласно опросу газеты National Business Review 2004 года, 57 % респондентов считают, что Новая Зеландия может стать республикой «в будущем».
Монархию особенно поддерживают люди, родившиеся до Второй мировой войны. Прямо поддерживает республиканство от трети до 40 % населения. 21 апреля 2008 года New Zealand Republic опубликовала результаты опроса, согласно которым 43 % опрошенных хотят, чтобы принц Чарльз стал королём страны, а 41 % желают перехода к республике. Опрос газеты New Zealand Herald в январе 2010, перед визитом принца Уильяма, показал, что 33,3 % желают видеть следующим монархом принца Чарльза, 30,2 % — принца Уильяма, 29,4 % выбрали переход к республике в случае смерти или отречения Елизаветы.
Перед визитом принца Чарльза с супругой в ноябре 2012 года был проведён очередной опрос, 70 % респондентов которого хотели, чтобы «королева осталась главой государства», республиканство поддержало всего 19 процентов. После визита был проведён ещё один опрос, 51 % опрошенных предпочли видеть королём Чарльза, а 41 % поддержал республику.

## Список монархов Новой Зеландии
| № | Портрет | Тронное имя                                                                       | Правление  | Правление  | Консорт                       |
| - | ------- | --------------------------------------------------------------------------------- | ---------- | ---------- | ----------------------------- |
| 1 |         | Виктория (1819—1901) Ганноверская династия                                        | 6.02.1840  | 22.01.1901 | Альберт Саксен-Кобург-Готский |
| 2 |         | Эдуард VII (1841—1910) Саксен-Кобург-Готская династия                             | 22.01.1901 | 6.05.1910  | Александра Датская            |
| 3 |         | Георг V (1865—1936) Саксен-Кобург-Готская династия (до 1917) Виндзорская династия | 6.05.1910  | 20.01.1936 | Мария Текская                 |
| 4 |         | Эдуард VIII (1894—1972) Виндзорская династия                                      | 20.01.1936 | 11.12.1936 | —                             |
| 5 |         | Георг VI (1895—1952) Виндзорская династия                                         | 11.12.1936 | 6.02.1952  | Елизавета Боуз-Лайон          |
| 6 |         | Елизавета II (1926—2022) Виндзорская династия                                     | 6.02.1952  | 8.09.2022  | Филипп, герцог Эдинбургский   |
| 7 |         | Карл III (2022—) Виндзорская династия                                             | 08.09.2022 |            | королева Камилла              |